# Compsobracon giganteus
Compsobracon giganteus är en stekelart som beskrevs av Costa Lima 1951. Compsobracon giganteus ingår i släktet Compsobracon och familjen bracksteklar. Inga underarter finns listade i Catalogue of Life.